# Wasserburg Thierfeld
Die Wasserburg Thierfeld, auch Wohl genannt, ist eine abgegangene Wasserburg im Ortsteil Thierfeld der Stadt Hartenstein im Landkreis Zwickau in Sachsen.

## Lage
Am südlichen (unteren) Ortsausgang von Thierfeld in der Aue des Thierfelder Baches in leichter Hanglage in einem Privatgrundstück.

## Geschichte und Beschreibung
Die eher bäuerliche Wasserburganlage befindet sich am Gutshof unterhalb des Pfarrhauses der dicht daneben liegenden Thierfelder Kirche mit der Barbarakapelle. Wem die Burg Schutz bot, ist nicht bekannt. Geringe Tonscherbenfunde weisen auf eine Gründungszeit im 15. Jahrhundert hin. Laut Geupel sind die (vor 1983 gemachten) Funde im Areal dem 13./14. Jahrhundert zuzuordnen. Urkundliche Quellen zu dieser Anlage sind nicht bekannt.
Der Burgstall (Burgstelle) zeigt heute noch den die Umgebung um etwa 1,5 Meter überragenden Burghügel mit einem Durchmesser von 15 Meter und den zum Teil verschütteten bis zu 6 Meter breiten Wassergraben. 
Der Burgstall wurde am 15. August 1958 als Bodendenkmal unter Schutz gestellt.

## Sonstiges
Im oberen Teil von Thierfeld befindet sich der Burgstall einer weiteren Wasserburg, der Wasserburg Abtei Thierfeld.